# 116903 Jeromeapt
116903 Jeromeapt è un asteroide della fascia principale. Scoperto nel 2004, presenta un'orbita caratterizzata da un semiasse maggiore pari a 2,4490066 UA e da un'eccentricità di 0,1751324, inclinata di 1,53136° rispetto all'eclittica.